# Албрехт III (Ваймар-Орламюнде)
Вижте пояснителната страница за други личности с името Албрехт III.
Албрехт III (Алберт) фон Ваймар-Орламюнде (на немски: Albrecht III (Albert) von Weimar-Orlamünde; † 1283 или 1293) от фамилията Аскани е граф на графство Ваймар-Орламюнде.
Той е третият син на граф Херман II фон Ваймар-Орламюнде (1184 – 1247) и съпругата му принцеса Беатрис фон Андекс-Мерания (1210 – 1271), дъщеря на херцог Ото I от Мерания († 1234).
Когато баща му умира през 1247 г. той е малолетен. Той го наследява заедно с двамата му братя Херман III и Ото III (IV). Той получава малка част, но фактически не управлява като граф. Той умира през 1283 или 1293 г. от епидемия.

Не е известно дали има деца.